# Église Notre-Dame-de-l'Assomption de Gourdon
L'église Notre-Dame-de-l'Assomption de Gourdon est une église située sur le territoire de la commune de Gourdon dans le département français de Saône-et-Loire et la région Bourgogne-Franche-Comté.

## Protection
L'église fait l'objet d'un classement au titre des monuments historiques depuis 1900.

## Historique
D'architecture romane, l'église date des XIIe et XIXe siècles.
Construite sur une butte au début du Xiie siècle, elle remplaça une église déjà attestée comme église paroissiale en 1104, elle-même construite à l’emplacement d’un prieuré bénédictin fondé probablement au VIe siècle;

## Architecture
Les particularités de cette église construite en grès sont, d'une part, le nombre et la richesse de ses chapiteaux sculptés (représentant souvent des feuillages mais aussi des animaux et des hommes) et, d'autre part, plusieurs peintures murales qui furent redécouvertes en 1940 grâce à l'écaillage de l'enduit qui les recouvrait.
Le clocher, effondré et reconstruit en 1889, est surmonté d’une plate-forme et agrémenté d’une tourelle ; c’est la seule modification notable apportée à la construction originelle.
L’extérieur de l’église, typiquement roman, peut sembler quelque peu austère, mais une observation attentive permet de voir une sirène à l’angle du transept sud et de distinguer sous les corniches faisant le tour de l’édifice un riche décor de modillons sculptés.

## Restauration
Dans les années 1980, cette église a bénéficié de trois tranches de travaux successives, qui ont permis de la restaurer, sous le contrôle de Patrick Arnould, conservateur régional des Monuments historiques (pour un total de 2 370 000 francs) : rénovation des toitures en laves et révision des parties en tuiles canal, remise en valeur des enduits du chœur et des absides ainsi que des peintures murales, ces dernières restaurées par Hisao Takahashi.

## Culte
Édifice consacré du diocèse d'Autun relevant de la paroisse Saint-Luc-en-Pays-Montcellien – qui en est affectataire au titre de la loi de 1905 –, l'église de Gourdon est, plusieurs siècles après sa construction, un lieu de culte catholique.